# Atletica leggera ai Giochi della XVIII Olimpiade - Decathlon

Video della Finale (immagini B/N, commento in tedesco)

La competizione del decathlon di atletica leggera ai Giochi della XVIII Olimpiade si è disputata nei giorni 19 e 20 ottobre 1964 allo Stadio Nazionale di Tokyo.

## L'eccellenza mondiale
| Campione olimpico 1960 | 8.392      | Rafer Johnson    | Ritirato 1960 |
| Campione europeo 1962  | 8.026      | Vasilij Kuznecov | Presente      |
| Primatista mondiale    | 8.683 1960 | Rafer Johnson    | Ritirato 1960 |
| Vincitore Trials USA   | 7.728      | Dick Emberger    | Presente      |

1. ↑  Record ottenuto con la vecchia tabella.

## Risultati
Dei due protagonisti del titanico duello di Roma, Rafer Johnson si è ritirato mentre Chuan-Kwang Yang è più che mai in attività: nell'anno precedente ai Giochi ha stabilito il nuovo record del mondo e si presenta a Tokyo da favorito. Il coreano però sbaglia alcune prove e non vede mai la testa della classifica. La lotta è ristretta tra il russo Aun e il tedesco Holdorf. Anche il loro duello è appassionante, come quello di quattro anni prima. Alla partenza dell'ultima prova entrambi possono vincere l'oro.
Si fanno i conti prima dei 1500 finali: Holdorf ha 18 secondi di vantaggio sul sovietico. Aun gliene rosicchia 14 e finisce secondo per soli 42 punti. Chuan-Kwang Yang si classifica quinto. Willi Holdorf è il primo tedesco a vincere il Decathlon alle Olimpiadi.

### Classifica finale
| Pos.    | Atleta               | Età | Nazione          | Punti |
| ------- | -------------------- | --- | ---------------- | ----- |
| Oro     | Willi Holdorf        | 24  | Germania         | 7887  |
| Argento | Rein Aun             | 24  | Unione Sovietica | 7842  |
| Bronzo  | Hans-Joachim Walde   | 22  | Germania         | 7809  |
| 4       | Paul Herman          | 23  | Stati Uniti      | 7787  |
| 5       | Yang Chuan-kwang     | 31  | Taiwan           | 7650  |
| 6       | Horst Beyer          | 24  | Germania         | 7647  |
| 7       | Vasilij Kuznecov     | 32  | Unione Sovietica | 7569  |
| 8       | Mykhailo Storozhenko | 27  | Unione Sovietica | 7464  |
| 9       | Russ Hodge           | 25  | Stati Uniti      | 7325  |
| 10      | Dick Emberger        | 26  | Stati Uniti      | 7292  |
| 11      | Bill Gairdner        | 24  | Canada           | 7147  |
| 12      | Valbjörn Þorláksson  | 30  | Islanda          | 7135  |
| 13      | Franco Sar           | 31  | Italia           | 7054  |
| 14      | Alois Büchel         | 23  | Liechtenstein    | 6849  |
| 15      | Shosuke Suzuki       | 28  | Giappone         | 6838  |
| 16      | Gerry Moro           | 21  | Canada           | 6716  |
| 17      | Koech Kiprop         | 26  | Kenya            | 6707  |
| 18      | Dramane Sereme       | 22  | Mali             | 5917  |
| -       | Werner Duttweiler    | 25  | Svizzera         | Rit.  |
| -       | Héctor Thomas        | 26  | Venezuela        | Rit.  |
| -       | Eef Kamerbeek        | 30  | Paesi Bassi      | Rit.  |
| -       | Wu Ah-Min            | 26  | Taiwan           | Rit.  |

### Tutte le prove
| Pos.    | Atleta               | Totale | Prove             | 100m     | Lungo    | Peso      | Alto     | 400m     | 110hs    | Disco     | Asta     | Giavell.  | 1500m      |
| ------- | -------------------- | ------ | ----------------- | -------- | -------- | --------- | -------- | -------- | -------- | --------- | -------- | --------- | ---------- |
| Oro     | Willi Holdorf        | 7887   | Prestazione Punti | 10"7 879 | 7,00 820 | 14.95 786 | 1,84 716 | 48"2 889 | 15"0 848 | 46,05 801 | 4,20 859 | 57,37 728 | 4'34"3 561 |
| Argento | Rein Aun             | 7842   | Prestazione Punti | 10"9 828 | 7,22 865 | 13.82 717 | 1,93 796 | 48"8 861 | 15"9 757 | 44,19 766 | 4,20 859 | 59,06 750 | 4'22"3 643 |
| Bronzo  | Hans-Joachim Walde   | 7809   | Prestazione Punti | 11"0 804 | 7,21 863 | 14.45 756 | 1,96 822 | 49"5 829 | 15"3 817 | 43,15 747 | 4,10 832 | 62,90 796 | 4'37"0 543 |
| 4       | Paul Herman          | 7787   | Prestazione Punti | 11"2 756 | 6,97 814 | 13.89 721 | 1,87 743 | 49"2 842 | 15"2 827 | 44,15 765 | 4,35 896 | 63,35 802 | 4'25"4 621 |
| 5       | Yang Chuan-kwang     | 7650   | Prestazione Punti | 11"0 804 | 6,80 778 | 13.23 680 | 1,81 689 | 49"0 852 | 14"7 881 | 39,59 677 | 4,60 957 | 68,15 858 | 4'48"4 474 |
| 6       | Horst Beyer          | 7647   | Prestazione Punti | 11"2 756 | 7,02 824 | 14.32 747 | 1,90 769 | 49"8 814 | 15"2 827 | 45,17 784 | 3,80 754 | 58,17 738 | 4'23"6 634 |
| 7       | Vasilij Kuznecov     | 7569   | Prestazione Punti | 10"9 828 | 6,98 816 | 14.06 732 | 1,70 588 | 49"5 829 | 14"9 859 | 43,81 759 | 4,40 909 | 67,87 855 | 5'02"5 394 |
| 8       | Mykhailo Storozhenko | 7464   | Prestazione Punti | 11"0 804 | 7,22 865 | 16.37 868 | 1,84 716 | 53"6 655 | 15"0 848 | 43,20 747 | 4,00 807 | 59,10 750 | 5'00"7 404 |
| 9       | Russ Hodge           | 7325   | Prestazione Punti | 11"0 804 | 6,75 767 | 14.93 784 | 1,75 634 | 49"6 824 | 16"0 748 | 44,64 775 | 3,70 728 | 50,21 636 | 4'24"9 625 |
| 10      | Dick Emberger        | 7292   | Prestazione Punti | 11"2 756 | 6,72 761 | 11.80 586 | 1,90 769 | 49"1 847 | 14"9 859 | 35,32 590 | 3,70 728 | 57,54 731 | 4'19"3 665 |
| 11      | Bill Gairdner        | 7147   | Prestazione Punti | 11"2 756 | 6,40 693 | 13.38 689 | 1,70 588 | 49"2 842 | 15"4 807 | 42,91 742 | 3,40 644 | 59,72 758 | 4'24"5 628 |
| 12      | Valbjörn Þorláksson  | 7135   | Prestazione Punti | 11"1 780 | 6,43 699 | 13.10 671 | 1,81 689 | 50"1 801 | 15"6 787 | 39,70 680 | 4,40 909 | 56,19 714 | 5'00"6 405 |
| 13      | Franco Sar           | 7054   | Prestazione Punti | 11"3 733 | 6,31 673 | 13.60 702 | 1,75 634 | 52"2 712 | 14"8 870 | 47,46 827 | 4,20 859 | 53,59 680 | 5'08"4 364 |
| 14      | Alois Büchel         | 6849   | Prestazione Punti | 11"3 733 | 6,81 780 | 12.16 610 | 1,81 689 | 49"7 819 | 17"5 621 | 37,19 629 | 4,00 807 | 44,90 562 | 4'28"6 599 |
| 15      | Shosuke Suzuki       | 6838   | Prestazione Punti | 11"1 780 | 6,53 721 | 11.35 556 | 1,70 588 | 50"8 770 | 16"5 703 | 35,24 589 | 4,25 871 | 51,88 658 | 4'28"1 602 |
| 16      | Gerry Moro           | 6716   | Prestazione Punti | 11"6 665 | 6,20 648 | 12.62 640 | 1,70 588 | 52"0 720 | 16"8 676 | 40,90 703 | 4,60 957 | 46,63 587 | 4'38"8 532 |
| 17      | Koech Kiprop         | 6707   | Prestazione Punti | 11"7 643 | 6,50 715 | 10.55 500 | 1,87 743 | 52"8 687 | 15"1 837 | 33,07 542 | 4,05 820 | 55,54 705 | 4'41"6 515 |
| 18      | Dramane Sereme       | 5917   | Prestazione Punti | 11"1 780 | 6,51 717 | 11.03 534 | 1,60 493 | 51"2 753 | 16"4 712 | 29,24 457 | 2,60 403 | 48,46 612 | 4'51"5 456 |
| -       | Werner Duttweiler    | 0      | Prestazione Punti | 11"3 733 | 6,94 808 | 13.80 716 | 1,93 796 | 50"5 784 | 15"9 757 | 32,66 533 | NH 0     | -         | -          |
| -       | Héctor Thomas        | 0      | Prestazione Punti | 10"7 879 | 7,00 820 | 12.42 627 | 1,75 634 | 51"4 744 | 16"7 685 | 38,43 654 | -        | -         | -          |
| -       | Eef Kamerbeek        | 0      | Prestazione Punti | 11"3 733 | 6,56 728 | 14.40 753 | 1,70 588 | 52"0 720 | -        | -         | -        | -         | -          |
| -       | Wu Ah-Min            | 0      | Prestazione Punti | 11"7 643 | 5,90 582 | 10.67 509 | -        | -        | -        | -         | -        | -         | -          |